# پلئیاد

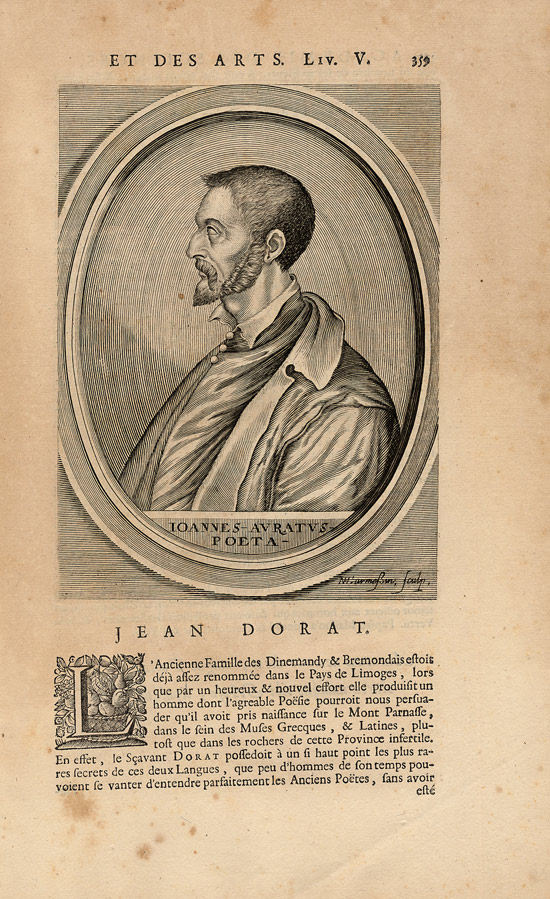
jean dorat

پلئیاد (La Pléiade) نامی که به چند گروه از شخصیتهای برجسته، فیلسوفان یا شاعران، اطلاق کرده‌اند. این نام در عصر باستان برای گروهی از فیلسوفان سدهٔ ۶ ق م به کار می‌رفت.
پس از آن برای هفت تن از شاعران تراژیک که در سدهٔ ۳ ق م، حدود ۲۸۰ق م در دورهٔ بطلمیوس دوم (ملقب به فیلادلفوس) شکوفا شدند. آپولونیوس، کالیماخوس، تئوکریتوس و لیکُفرُن از اعضای پلئیاد بودند که از میان ایشان فقط آثار لیکُفرُن در دست است.
در عصر جدید این نام برای گروهی متشکل از ۷ شاعر فرانسوی سدهٔ ۱۶م به کار رفت که مهمترین عضو آن رُنسار بود. این گروه قصد داشتند شعر فرانسه را احیا کنند و کوشیدند با ترویج واژه‌های یونانی و لاتینی در زبان فرانسوی و با تقلید و اقتباس بسیاری از صورتهای ادبیات باستان، سطح ادبیات فرانسوی را ارتقا دهند. درقافیه‌های تک تک ابیات شعرشان موسیقی منعکس بود. این گروه را یوآخیم دو بلای و رُنسار هدایت می‌کردند و دیگر اعضای آن عبارت بودند از: ژان آنتوان دُبائیف، رمی بلُو، ژان دُرا، اِتین ژُدِل و پُنتوس دُ تیار.
اعضاء پلئیاد به تأثیر از پترارک، شاعر بزرگ ایتالیایی سدهٔ ۱۴م، در شعرهایشان به عشق صورتی آرمانی بخشیدند.